# Rafael de Penagos (dibujante)
Rafael de Penagos Zalabardo (Madrid, 7 de marzo de 1889-Madrid, 24 de abril de 1954) fue un dibujante y pintor español, exponente de la ilustración art déco, el estilo que marca la incorporación de los lenguajes de la modernidad en la vida cotidiana.

## Biografía
Penagos estudió en la Academia de Bellas Artes de San Fernando, donde recibió clases de Emilio Sala y Antonio Muñoz Degrain, dos de los grandes ilustradores gráficos de la revista Blanco y Negro. Aunque compaginó desde el principio la ilustración gráfica y la pintura, pronto demostró la enorme calidad que alcanzó en los dibujos. Participó del ambiente cultural madrileño y asistió asiduamente a las tertulias de Valle-Inclán en el Nuevo Café de Levante. 
En 1919 fue secretario del Círculo de Bellas Artes de Madrid,  y colaboró de modo asiduo en la creación de portadas para la Biblioteca Estrella de Madrid, La novela semanal, La novela picaresca, Nuestra novela, El teatro moderno, etc.
En 1913, consiguió una beca de estudios para ir a París y a Londres. A su regreso, empezó a desarrollar una intensa actividad como cartelista y publicista para diferentes casas comerciales. Una de las más conocidas fue la Perfumería  Gal, para la cual creó un estilo que fue muy caraterístico. De forma paralela trabajó como ilustrador en las principales revistas del momento, como Nuevo Mundo, La Esfera  o Blanco y Negro, y para editoriales como El Cuento Semanal, La Novela Corta o Prometeo.
En 1923 se casó con María Jiménez Angulo y en 1924 nacieron sus hijos Rafael (conocido actor de doblaje) y José María.
En 1925, recibió el galardón más prestigioso del momento: la medalla de oro en la Exposición Internacional de Artes Decorativas de París. Un año después realizó el cartel de la película de Florián Rey Agustina de Aragón.
Su obra trascendió fuera de España. En 1927 inició la colaboración con las revistas argentinas Caras y caretas y Cigarrillos 43, así como con la española Cosmópolis. Fue homenajeado por la Unión de Dibujantes Españoles. Desde 1928  realizó portadas de libros e ilustraciones para diversos volúmenes de la editorial Saturnino Calleja, como  Las mil y una noches y Cuentos de Grimm  y  La novela de noche, Los novelistas, y para las revistas Estampa y Crónica. 
Durante la guerra civil española, Penagos vivió en Valencia, donde ocupó la Cátedra de dibujo en el Instituto Obrero de Valencia. Fue uno de los veteranos cartelistas republicanos pero, en esos momentos, la mayoría de las revistas para las que había trabajado ya habían desaparecido. En 1948 se marchó al exilio en Sudamérica (Chile y Argentina). En 1953 regresó a España y murió en Madrid un año después, donde había ocupado la cátedra de Dibujo del instituto Cervantes.

## Obra

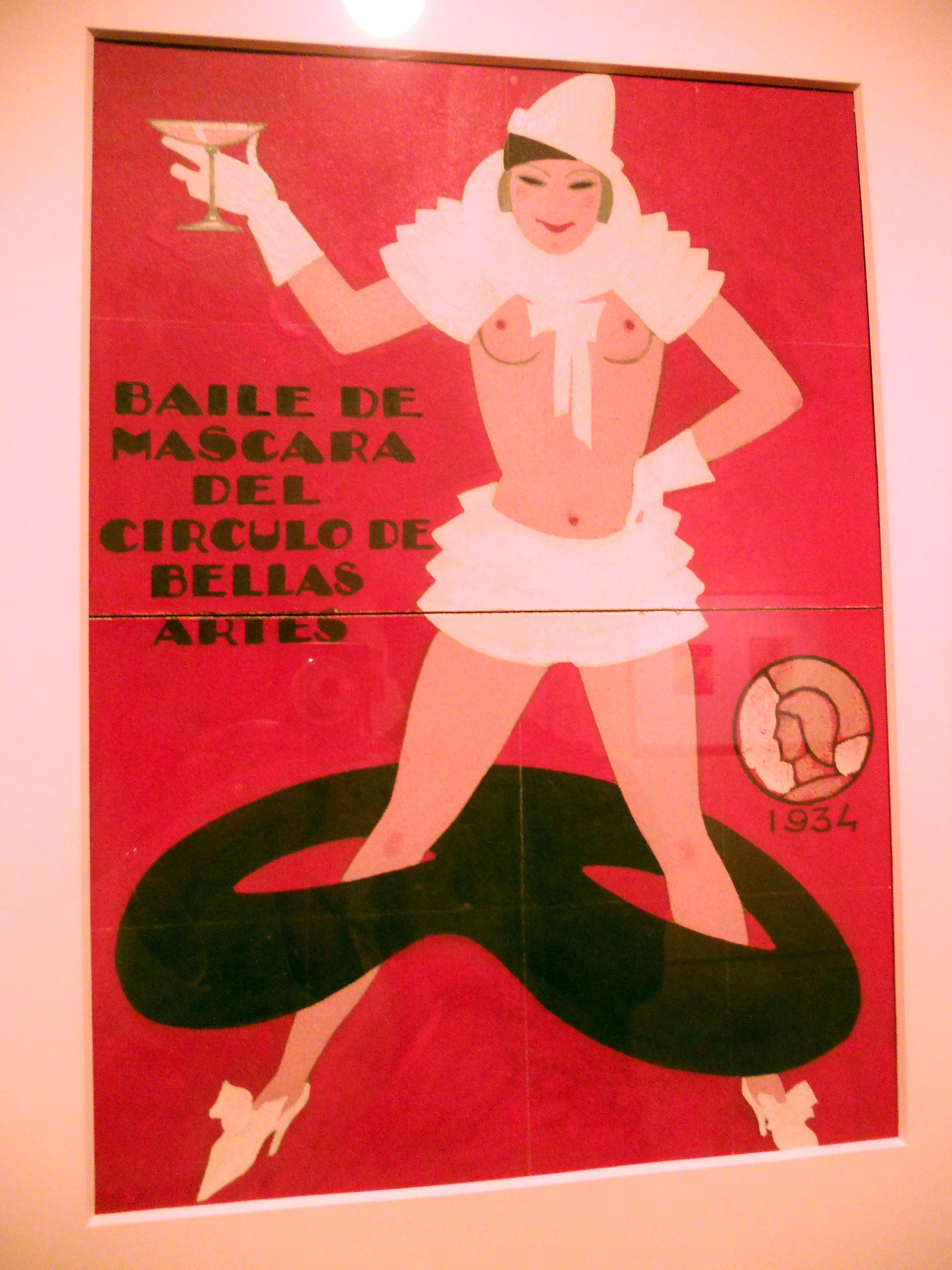
Cartel dibujado por Penagos

Las ilustraciones art déco creadas por Penagos representaban una nueva sociedad urbana y moderna. Estaban protagonizadas por una nueva mujer, que pasaría a definirse como la «mujer Penagos»: mujer delgada, sin caderas, que fumaba, practicaba los deportes más sofisticados o mostraba gran afición por lo exótico. 
La colección más importante que existe, compuesta por 246 piezas de su obra, en su mayor parte originales, es propiedad de la Fundación MAPFRE,  que la recibió en 1989 por donación. 